# Dankeskirche (Düsseldorf)
Die Dankeskirche war eine evangelische Kirche in Düsseldorf-Mörsenbroich, die nur von 1950 bis 1960 existierte. Es handelte sich um eine Bartning-Notkirche, sie wurde durch die an anderer Stelle errichtete Thomaskirche ersetzt.

## Geschichte
Da fast alle Gebäude der evangelischen Kirchengemeinde im Zweiten Weltkrieg durch die Luftangriffe auf Düsseldorf zerstört worden waren, wurde als Notkirche auf dem Eckgrundstück Brehmstraße / Münsterstraße (heute ARAG-Platz) die Dankeskirche errichtet. Im Rahmen des von ausländischen Schwesterkirchen finanzierten Kirchbauprogramms der Evangelischen Kirche in Deutschland entstand dabei nach einem Typenentwurf des Architekten Otto Bartning eine Konstruktion aus vorgefertigten Holzbindern mit angemauertem Altarraum, entsprechend der Entwurfsvariante Typ B.
Am 19. Februar 1950 wurde der Grundstein gelegt; die Einweihung erfolgte am 8. Oktober 1950. 1960 wurde die Kirche abgebrochen. An ihrer Stelle entstand von 1963 bis 1966 das ARAG-Terrassenhaus, das später durch den ARAG-Tower ersetzt wurde. 